# 冰之波
埃利伐加爾（Élivágar），意即「冰之波」（Ice Waves）。在北歐神話中，是存在於世界開始前的12條河流。
在世界的鴻溝金倫加鴻溝（Ginunaga）之北，霧國尼福爾海姆（Niflheim）是個充滿黑暗，寒冷的地方。其中有泉名赫瓦格密爾（Hvergelmir），他供應著12條大河的河水，這12條河就合稱「埃利伐加爾」，其中最大的一條河叫「維穆爾」（Vimur），另外11條河包括有 Svöl、Gunnthrá、Fjörm、Fimbulthul、Slíd、Hríd、Sylgr、Ylgr、Víd、Leiptr、Gjöll。但由於記載混亂，所以有時也會有其他河名出現。
河水在金倫加鴻溝邊緣結成冰川，大量的冰塊氣勢驚人的落入鴻溝裡。又由於鴻溝之南的火焰國穆斯貝爾海姆（Muspelheim）的影響，冰川融化形成大量的霧氣，在這樣的冷熱交替下，誕生了霜巨人的祖先尤彌爾（Ymir）。一般相信，這12條河流中有一條含有劇毒，由於混進毒水，所以巨人都是邪惡的。